# Nuñomoral
Nuñomoral és un municipi de la província de Càceres, a la comunitat autònoma d'Extremadura (Espanya). Es troba a Las Hurdes, a la vall del riu Hurdano. El municipi està format pels nuclis de Nuñomoral, Aceitunilla, Asegur, Cerezal, Martilandrán, El Gasco, La Fragosa, Vegas de Coria, Rubiaco, La Horcajada i La Batuequilla.